# Monhystera papuana
Monhystera papuana is een rondwormensoort uit de familie van de Monhysteridae. De wetenschappelijke naam van de soort is voor het eerst geldig gepubliceerd in 1899 door Daday.